# Right Here (Staind)
Right Here è il primo singolo tratto dall'album Chapter V degli Staind.

## Significato
Il testo è sostanzialmente quello di una canzone d'amore. Parla delle difficoltà che l'amore costringe ad affrontare, e del fatto che quando si ama a volte bisogna abbassare la testa per non rivivere più i propri sbagli.
Per realizzare il video si è scelta l'ambientazione in una villa vittoriana.

## Tracce
- Right Here
- Crawl (Radio Edit)
- Open Wide (No Album)